# Igreja de Nossa Senhora da Conceição (Atouguia da Baleia)
A Igreja de Nossa Senhora da Conceição, também referida como Real Capela de Nossa Senhora da Conceição, localiza-se na vila e na freguesia de Atouguia da Baleia, município de Peniche, região Oeste portuguesa.
A Igreja de Nossa Senhora da Conceição está classificada como Imóvel de Interesse Público desde 1962.

## História
Foi edificada por ordem da Santa Casa da Misericórdia da vila e financiada com esmolas do povo e de algumas figuras da nobreza portuguesa do século XVI, nomeadamente a rainha D. Maria Sofia de Neuburgo, segunda esposa de Pedro II de Portugal. As obras tiveram início a 10 de maio de 1694, tendo sido concluídas a 9 de abril de 1698.

## Características
O templo apresenta os estilos maneirista e barroco, construída, presumivelmente, segundo o traço do arquiteto João Antunes. As características maneiristas são visíveis na conjugação das massas e volumes e a dinâmica barroca é-lhe conferida pelo frontão da empena e pelo jogo de contrastes de materiais empregues no exterior e no programa decorativo do interior.
O edifício é composto de uma nave, capela-mor, duas sacristias com átrio, dois torreões de planta quadrada salientes dos dois lados da fachada principal e uma vasta alpendrada que rodeia a nave, todos os espaços são cobertos por abóbadas de aresta, com excepção da nave que tem abóbada de berço.
Na nave destaca-se o coro alto, sustentado por duas colunas de madeira pintada, imitando o mármore, dois púlpitos, com base em mármore, duas pias de água benta, também de mármore, esculpidas em forma de concha, e dois altares laterais com retábulos em talha policromada. Um arco triunfal de volta perfeita abre para a capela-mor. São ainda visíveis as cantarias, com frontões redondos, de duas portas que se encontram entaipadas e que ligavam a nave aos dois átrios das sacristias. É iluminada por onze janelões e uma rosácea. Existem mais cinco janelões, dois encontram-e entaipados e os outros dois estão fechados por postigos em madeira.
A capela-mor é inteiramente forrada a mármore, excepto dois medalhões em pintura mural, com incrustações de rosa, branco, amarelo, vermelho e negro, desenhando motivos decorativos, ostenta beleza e magnificência. A imagem da padroeira encontra-se dentro de um baldaquino de talha dourada e vidro.
Na sacristia sul destaca-se um arcaz de pau-preto, que cobre toda a parede, e uma fonte com lavatório e cabide, todo em mármore.

## Galeria de imagens

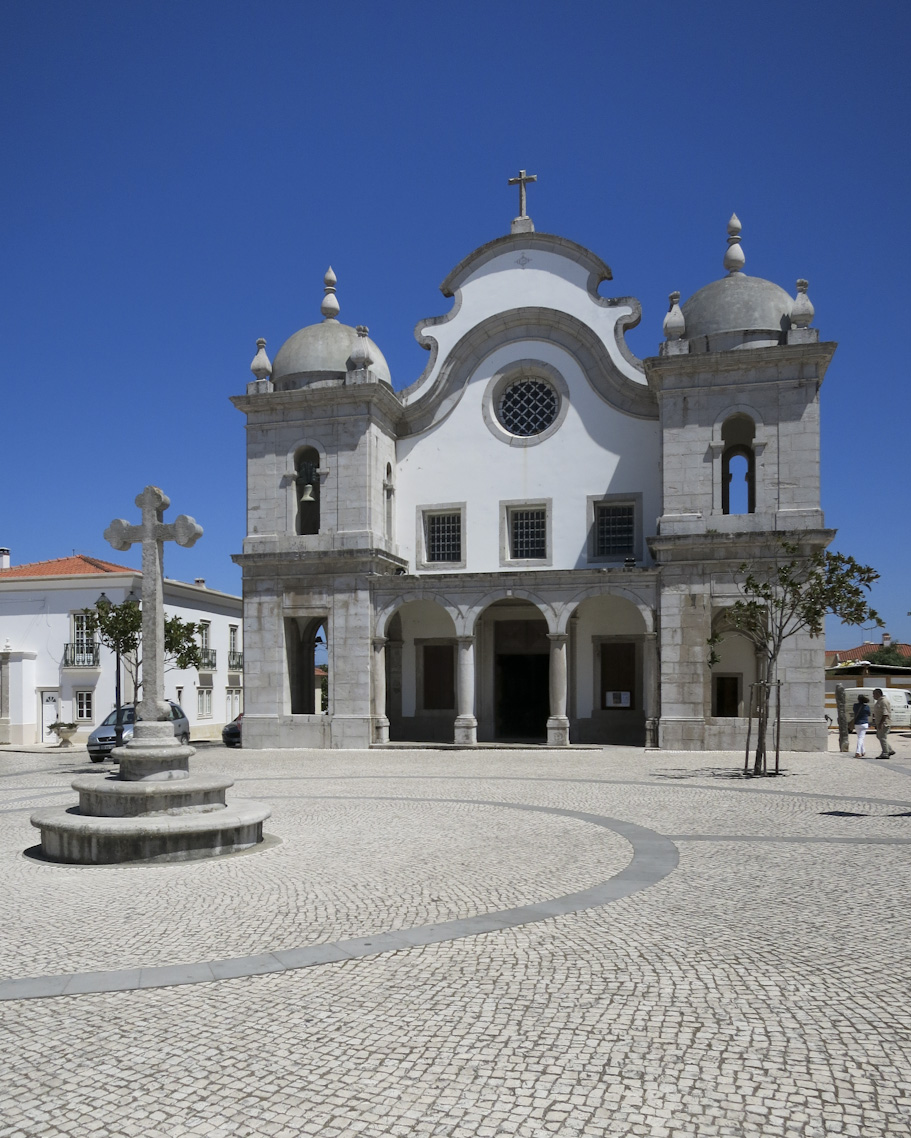
Fachada principal
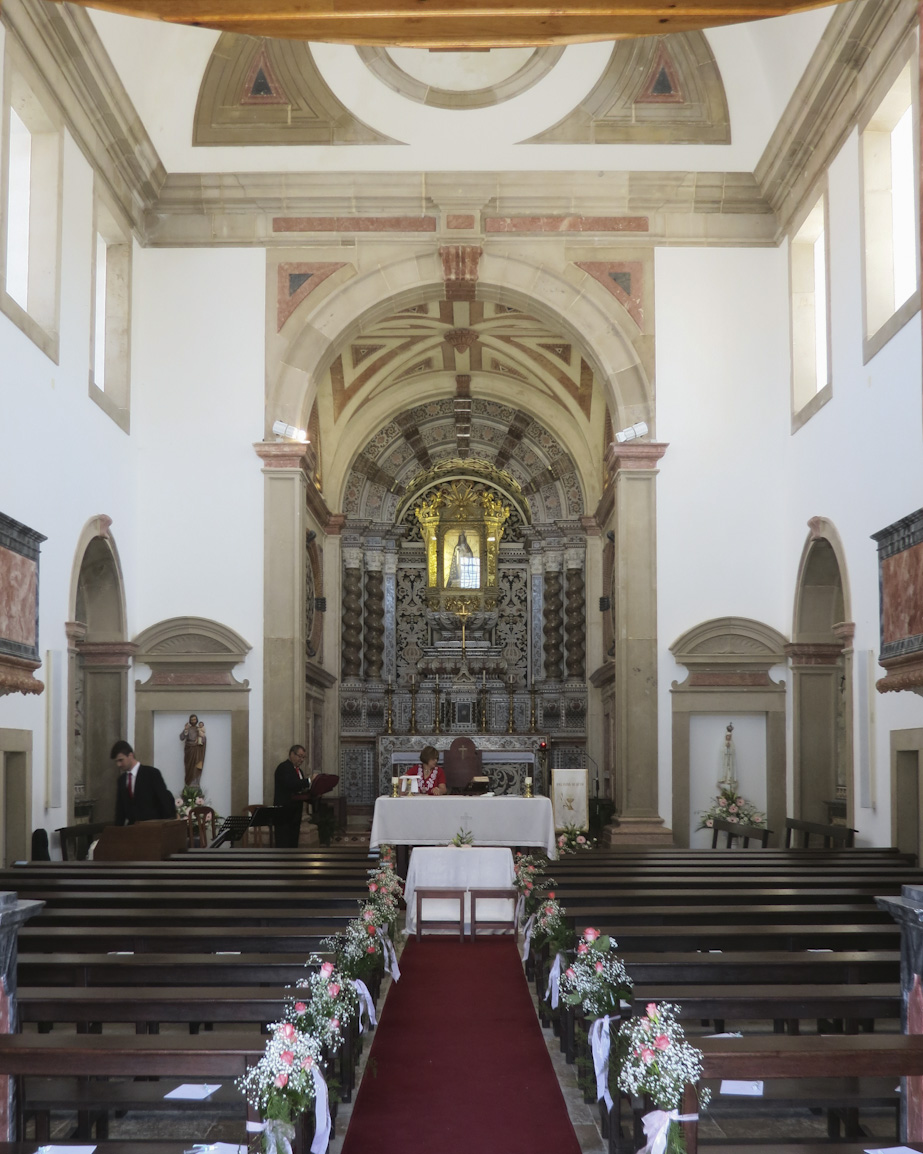
Interior
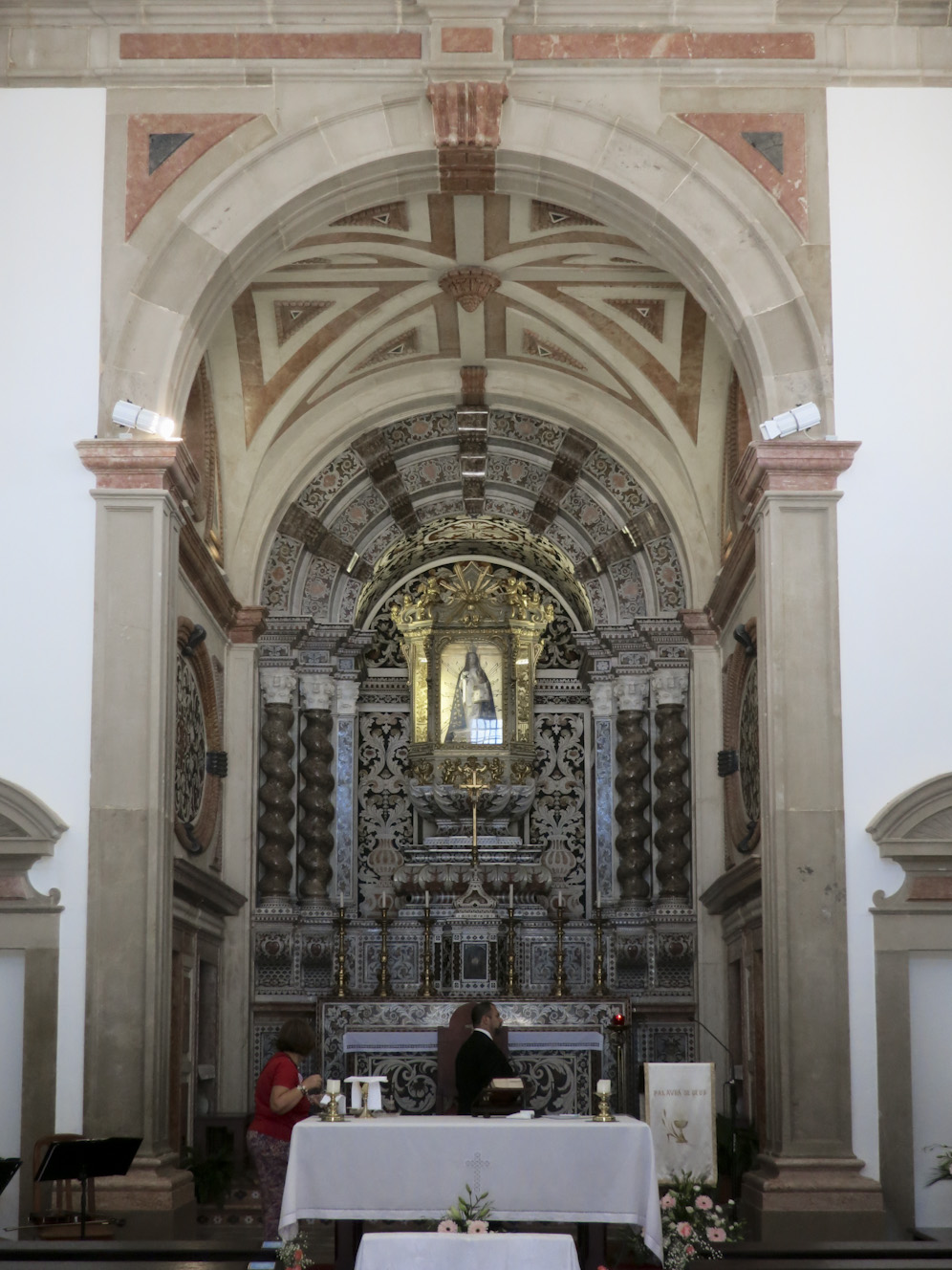
Capela-mor
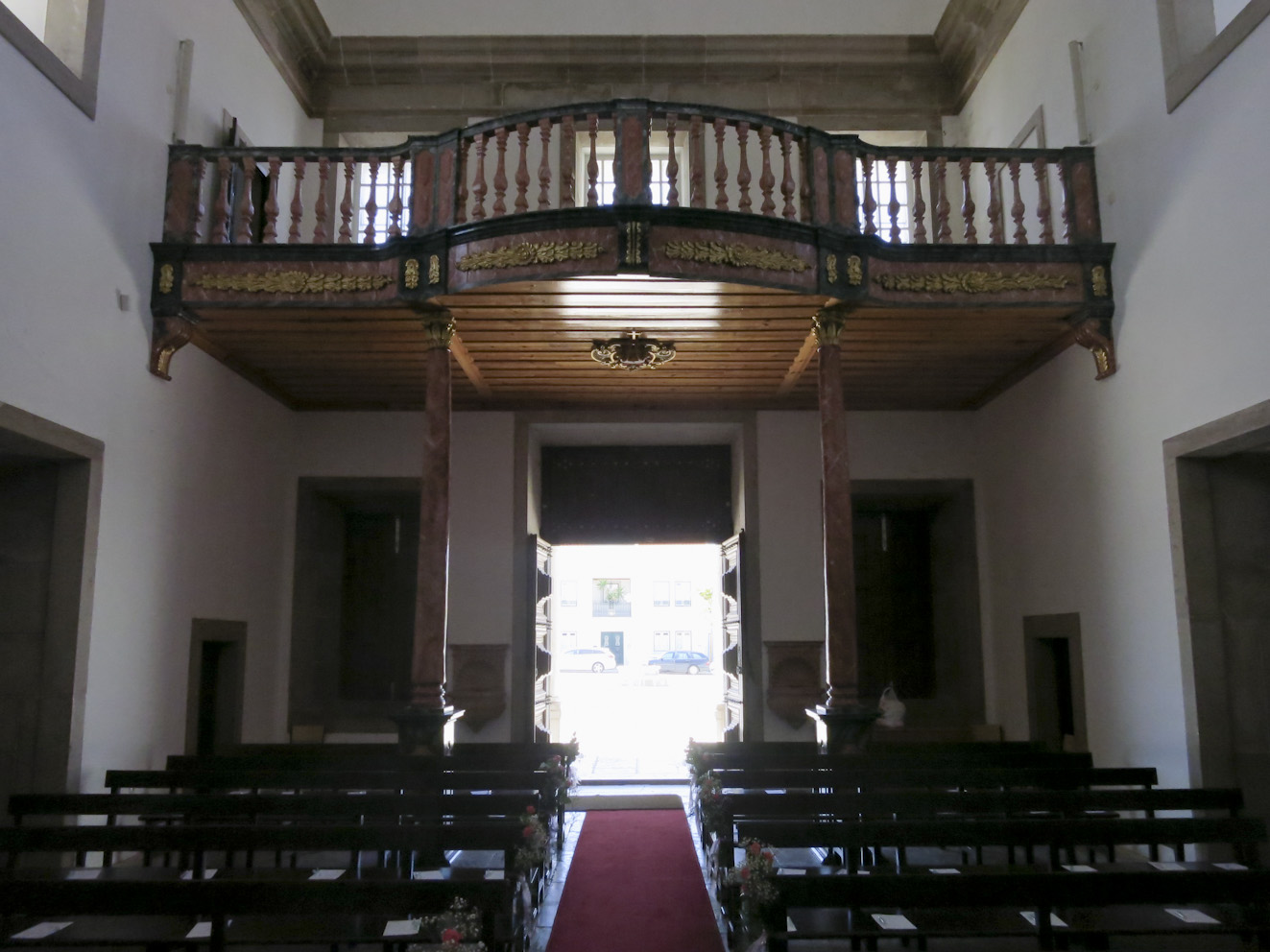
Coro-alto